# Allopauropus millotianus
Allopauropus millotianus är en mångfotingart som beskrevs av Philippe Leclerc 1953. Allopauropus millotianus ingår i släktet småfåfotingar, och familjen fåfotingar. Inga underarter finns listade i Catalogue of Life.